# Ronde van Kruiningen
Le Ronde van Kruiningen est une course cycliste néerlandaise qui se déroule au début de l'été à Kruiningen, un village situé dans la province de la Zélande. Cette épreuve a été créée en 1933,. Elle fait partie des plus anciennes compétitions de vélo encore organisées dans le pays. 
Aujourd'hui disputé par des amateurs, le Ronde fut autrefois ouvert aux professionnels. Des cyclistes réputés comme Gerrit Voorting, Wim van Est, Theo Middelkamp, Wout Wagtmans, Jo de Roo, Harm Ottenbros ou encore Johan van der Velde sont montés sur le podium de cette course. 

## Palmarès
| Année     | Vainqueur               | Deuxième                 | Troisième                |
| --------- | ----------------------- | ------------------------ | ------------------------ |
| 1933      | John v. d. Boogert      | A. Rammeloo              | Cor Nuyten               |
| 1934      | Jac de Meijer           | Nieuwelingen             |                          |
| 1935      | Charles van de Voorde   | Jac de Coninck           |                          |
| 1936      | Jan Leeuwenburg         | Joh. van Nieuwenhuyzen   | C. Weys                  |
| 1937      | Leo de Beer             | J. de Groot              | C. van Gent              |
| 1938      | Janus van der Heijden   | August van Tichelt       | Slabbekoorn              |
| 1939      | Kees Pellenaars         |                          |                          |
| 1940-1945 | Pas organisé            | Pas organisé             | Pas organisé             |
| 1946      | Piet de Vries           | Adriaan Kloosterman      | Piet den Reijer          |
| 1947      | Gerard van Beek (nl)    | Emiel Verhoeckx          | Gerrit Voorting          |
| 1948      | Frans Vos (nl)          | Wim van Est              | Arie Geluk               |
| 1949      | Theo Middelkamp         | Harm Smits (nl)          | Wim van Est              |
| 1950      | Frans van de Zande      | Wout Wagtmans            | Gerrit Voorting          |
| 1951      | Antoon Verstraeten      | M. Heurten               | J. Vlamings              |
| 1952      | Jan van Osta            | Jan Konings              | Piet Maas                |
| 1953-1954 | Pas organisé            | Pas organisé             | Pas organisé             |
| 1955      | Cees van der Meulen     | Th. Machot               | A. van d. Pluyn          |
| 1956      | Emiel Verstraete        | Ab van Egmond (de)       | Leo Timmermans           |
| 1957      | Piet Rentmeester        | Jo de Roo                | Coen Niesten             |
| 1958      | Huub Zilverberg         | Piet van As              | Leo van de Ven           |
| 1959      | Wim van Est             | Hein van Breenen         | Jo de Roo                |
| 1960      | Paul Martens            | Bas Maliepaard           | Joop van der Putten (nl) |
| 1961      | Piet van Hees           | Thijs Roks               | Cees Lute                |
| 1962      | Coen Niesten            | Piet van der Horst       | Piet Steenvoorden        |
| 1963      | Charles de Smit         | R. Brouwers              | Tonny Gruijters          |
| 1964      | Cees Lute               | Jacques van der Klundert | Wim van Est              |
| 1965      | Emiel Lambrecht         | Jacques van der Klundert | Bart Zoet                |
| 1966      | Albert Hitchen (en)     | Jacques van der Klundert | Jan Boog                 |
| 1967      | Harry Steevens          | Jan van der Horst        | Cor Schuuring            |
| 1968      | Jan Harings             | Bart Zoet                | Dies Kosten              |
| 1969      | Bart Zoet               | Jan Serpenti             | Piet de Wit (en)         |
| 1970      | Ge van der Winden       | Albert van Midden        | Harrie Jansen            |
| 1971      | Harm Ottenbros          | Harrie Jansen            | R. Bruane                |
| 1972      | Harm Ottenbros          | Jos van Beers            | Richard Bukacki          |
| 1973      | Jos van Beers           | Harm Ottenbros           | Roger De Vlaeminck       |
| 1974      | Bas Hordijk             | Nidi den Hertog (nl)     | J. Seghers               |
| 1975      | Bas Hordijk             | Dietrich Thurau          | Wil de Vlam (nl)         |
| 1976      | Jan Krekels             | Jos Schipper             | Harm Ottenbros           |
| 1977      | Jos Schipper            | Fons van Katwijk         | Jan Aling (nl)           |
| 1978      | Jos Schipper            | Martin Havik             | Adri van Houwelingen     |
| 1979      | Aad van den Hoek        | Jos Schipper             | Gerrie van Gerwen (nl)   |
| 1980      | Gerrie van Gerwen (nl)  | Livinus Klaasen          | Theo Smit                |
| 1981      | Gerrie van Gerwen (nl)  | Wies van Dongen          | Gerrit Mak               |
| 1982      | Heddie Nieuwdorp        | Jacques van Meer (nl)    | Jan Jonkers              |
| 1983      | Henk Mutsaars           | Benjamin Vermeulen       | Ad Tak (nl)              |
| 1984      | Jos Schipper            | Johan van der Velde      | Sylvester Aarts          |
| 1985      | Johan van der Velde     | Frits Pirard             | Twan Poels               |
| 1986      | Mathieu Hermans         | Ludo Peeters             | Cees Priem               |
| 1987      | Heddie Nieuwdorp        | Pierre Raas              | Rob Bijvank              |
| 1988      | Heddie Nieuwdorp        | Antoine Goense           | John de Crom             |
| 1989      | Pierre Raas             | Mario van Vlimmeren (nl) | Heddie Nieuwdorp         |
| 1990      | Niels van Elzakker      | Jan Goedendorp           | Marc van Hees            |
| 1991      | Roger Coolen            |                          |                          |
| 1992      | Vital Timmermans        | Mario van Vlimmeren (nl) | John-Paul van den Ameele |
| 1993      | Peter Mol               | Antoine Goense           | Danny Overgaag           |
| 1994      | Wilfried Bastiaanse     | Antoine Goense           | Roel de Bakker           |
| 1995      | Davy Dubbeldam (nl)     | Jos Schipper             | Vital Timmermans         |
| 1996      | Henk van Hees           | Michel Rommers           | Eric de Crom             |
| 1997      | Theo Akkermans (nl)     | Wilfred Geijs            | Walter Schmid            |
| 1998      | Henk van Hees           | Michel Rommers           | Peter Heeren             |
| 1999      | Wilfried Bastiaanse     | Theo Akkermans (nl)      | Arjan van Haaften        |
| 2000      | Ronald Krijnen          | Johnny van der Klooster  | Ruud Havermans           |
| 2001      | Davy Dubbeldam (nl)     | Eric Vereecken           | Peter Heeren             |
| 2002      | Gerwin de Regt          | Ruud Zijlmans            | Erwin van Leijen         |
| 2003      | John Leijs              | Hans Ardeel              | Gerwin de Regt           |
| 2004      | Richard Slabbekoorn     | Eric Vereecken           | Gerwin de Regt           |
| 2005      | Patrick Van Hoolandt    | Roy de Waal              | Gerwin de Regt           |
| 2006      | Werner van Zimmeren     | Peter van Agtmaal        | John Leijs               |
| 2007      | Gerwin de Regt          | Christian Kik            | Robert de Poel           |
| 2008      | Gerwin de Regt          | Christian Kik            | Martijn Simons           |
| 2009      | Peter van Agtmaal       | Koen Van de Velde        | Rik Craenen              |
| 2010      | Arno Hartog             | Nicky Verdaasdonk        | Ronald Roos              |
| 2011      | Gerhard Joling          | Jens Coppens             | Bart Maas                |
| 2012      | Thomas Rabou            | Gerhard Joling           | Nicky Verdaasdonk        |
| 2013      | Ricardo van de Klundert | Paul Moerland            | Raoul Poortvliet         |
| 2014      | Danny Vrolijk           | Eloy Raas                | Dante De Ruysscher       |
| 2015      | Pieter Vette            | Jordi Talen              | Nicky Verdaasdonk        |
| 2016      | Michel Stroosnijder     | Bryan van Rutten         | Ramon Vleugel            |
| 2017      | Robin Wennekes          | Jimmy de Bruijn          | Sieben Devalckeneer      |
| 2018      | Nick van der Meer       | Eloy Raas                | Lieven Anthonise         |
| 2019      | Nick van der Meer       | Theodore Yates           | Ryan Thomas              |
| 2020-2021 | Pas organisé            | Pas organisé             | Pas organisé             |
| 2022      | Rico van Damme          | Boris Romers             | Jochem Kerckhaert        |
| 2025      | Lars Oreel              | Rico van Damme           | Tom Vermeer              |